# Leon Passianos
Leo Passianos (d. 22 iunie 1017) a fost un general bizantin trimis de către catepanul de Italia Leon Tornikios Kontoleon să lupte împotriva longobarzilor răsculați în sudul Italiei sub conducerea lui Melus din Bari în 1017. El nu trebuie confundat cu celălalt general Passianos, ucis pe parcursul primei răscoale a aceluiași Melus, în timp ce lupta cu sarazinii conduși de Ishmael de Montepeloso.
Întâlnirea trupelor lui Leon Passianos cu cele ale lui Melus a avut loc pe malul râului Fortore, la Arenula. Confruntarea s-a încheiat fie nedecis (conform cronicii lui Guglielmo de Apulia) fie cu o victorie a răsculaților (potrivit cronicarului Leon de Ostia). Passianos a mai participat la o confruntare cu Melos, de această dată aflându-se sub comanda directă a lui Tornikios. Bătălia a avut ca rezultat înfrângerea bizantinilor la Civita, cu toate că Lupus Protospatarul și un cronicar anonim din Bari vorbesc de o înfrângere a lui Melus. În orice caz, Passianos a fost ucis în timpul acestei din urmă bătălii.